# Chiesa di San Pietro alla Carità
La chiesa di San Pietro alla Carità è una chiesa cattolica di Tivoli.

## Storia

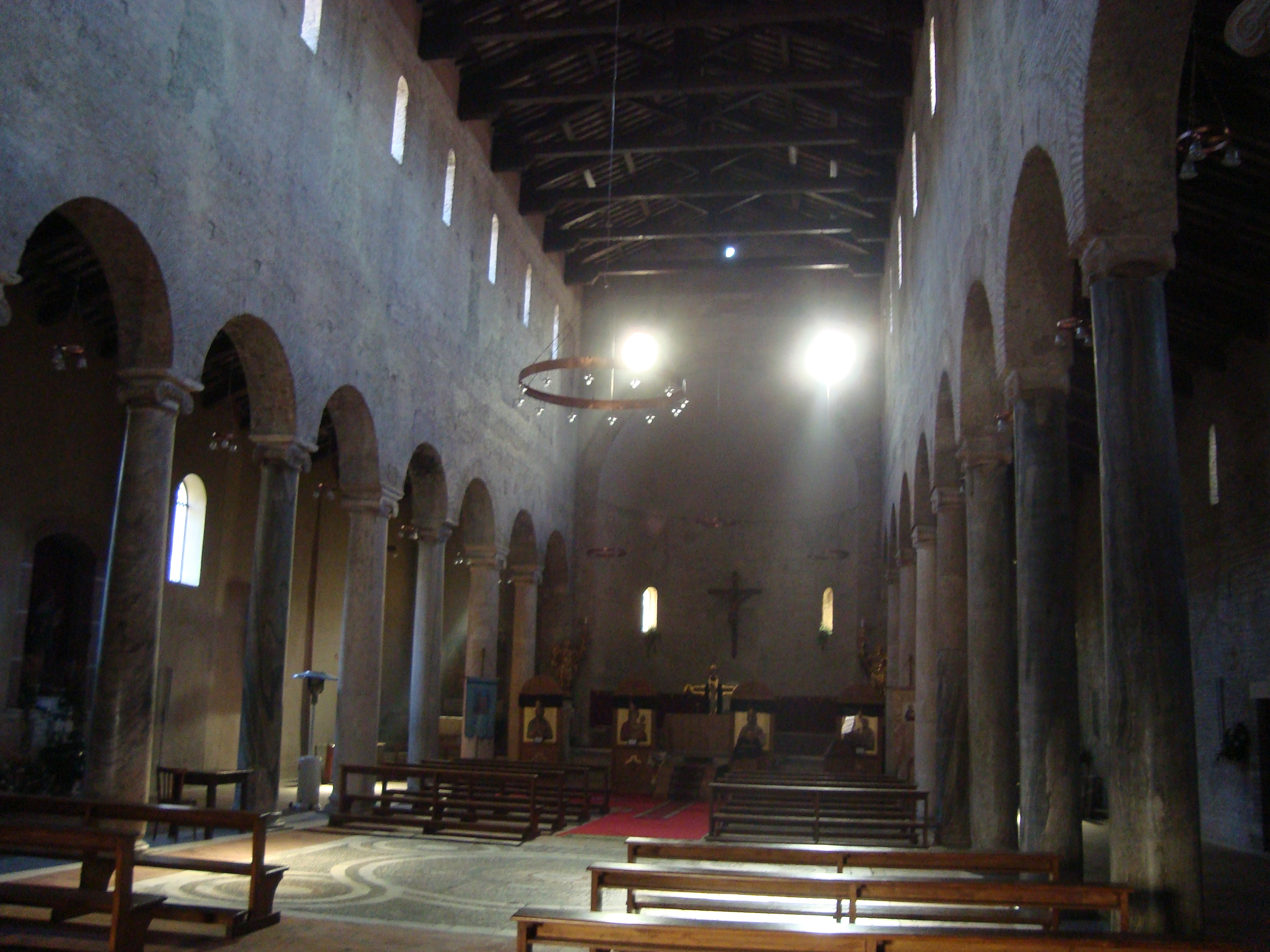
Vista dell'interno

La chiesa fu costruita nel V secolo su richiesta di papa Simplicio, originario di Tivoli, sui resti di una villa romana, appartenuta probabilmente a Quinto Cecilio Metello Pio Scipione Nasica e intitolata all'Apostolo Pietro, in virtù di una leggenda secondo cui la comunità cristiana fondata dall'apostolo si riuniva in questo luogo. La prima menzione del luogo si ha nella biografia di papa Leone III, nel Liber Pontificalis.
Tra il XVI e il XVII secolo la chiesa subì pesanti modifiche, che furono tuttavia rimosse nel restauro del 1951, volto a restituire la chiesa alla città dopo i bombardamenti del 1944.